# Morti il 14 gennaio
| Questa pagina contiene informazioni ricavate automaticamente dalle voci biografiche con l'ausilio del template Bio e di un bot. L'aggiornamento è periodico e automatico e ricostruisce completamente la pagina. Se manca una persona in questa lista, sei pregato di non aggiungerla, ma accertati piuttosto che la sua voce biografica contenga il template Bio e che i dati anagrafici siano correttamente compilati. Se il template Bio manca, inseriscilo tu stesso o, in alternativa, metti l'avviso {{tmp\|Bio}} che ne segnala la mancanza. Se i dati riportati sono sbagliati, correggi direttamente la voce biografica; le modifiche saranno visibili in questa lista entro pochi giorni. Per chiarimenti vedi il progetto biografie. La lista contiene solo le 565 persone che sono citate nell'enciclopedia e per le quali è stato implementato correttamente il template Bio. Pagina aggiornata al 5 ago 2025. |

## II secolo(1)
- 175 - Ponziano da Spoleto, santo romano

## IV secolo(1)
- 313 - Felice di Nola, santo romano

## IX secolo(1)
- 888 - Aribert III, re obodrita (n. 856)

## X secolo(1)
- 973 - Ekkeardo I, monaco cristiano e scrittore svizzero (n. 910)

## XI secolo(1)
- 1092 - Vratislao II di Boemia, nobile boemo

## XII secolo(3)
- 1139 - Simone I di Lorena, duca francese
- 1163 - Ladislao II d'Ungheria, re ungherese (n. 1131)
- 1198 - Oddone di Novara, presbitero, religioso e monaco cristiano italiano

## XIII secolo(4)
- 1206 - Simone II di Lorena, duca francese (n. 1140)
- 1208 - Pietro di Castelnau, religioso francese (n. 1170)
- 1235 - Sava di Serbia, arcivescovo ortodosso serbo (n. 1174)
- 1259 - Matilde II di Boulogne, contessa

## XIV secolo(4)
- 1301 - Andrea III d'Ungheria, sovrano
- 1331 - Odorico da Pordenone, presbitero italiano
- 1366 - Margherita d'Asburgo, nobile austriaca (n. 1346)
- 1380 - Jan Očko z Vlašimi, cardinale e arcivescovo cattolico ceco

## XV secolo(2)
- 1476 - Anna di York, nobile (n. 1439)
- 1478 - Baldassarre Castiglione, nobile e condottiero italiano (n. 1414)

## XVI secolo(6)
- 1519 - Wendelin Stambach, teologo tedesco (n. 1454)
- 1525 - Franciabigio, pittore italiano (n. 1484)
- 1532 - Gabrio Medici, condottiero italiano (n. 1509)
- 1541 - Lupus Hellinck, compositore fiammingo (n. 1493)
- 1577 - Jakob Bagge, ammiraglio svedese (n. 1502)
- 1596 - Gianfrancesco Morosini, cardinale italiano (n. 1537)

## XVII secolo(18)
- 1610 - Costanzo Pulcarelli, gesuita e umanista italiano (n. 1568)
- 1616 - Orazio Borgianni, pittore italiano (n. 1574)
- 1624 - Antonio Talpa, religioso italiano (n. 1536)
- 1628 - Francisco Ribalta, pittore spagnolo (n. 1565)
- 1631 - Tsugaru Nobuhira, militare giapponese (n. 1586)
- 1639 - Sofia di Brunswick-Lüneburg, principessa (n. 1563)
- 1647 - Fortunat Sprecher von Bernegg, giurista, storico e politico svizzero (n. 1585)
- 1650 - Luigi Novarini, presbitero e biblista italiano (n. 1594)
- 1664 - Francesca Maddalena d'Orléans, nobile francese (n. 1648)
- 1676 - Francesco Cavalli, compositore italiano (n. 1602)
- 1679 - Jacques de Billy, matematico e gesuita francese (n. 1602)
- 1680 - George Carteret, militare britannico
- 1687 - Nicolaus Mercator, matematico tedesco (n. 1620)
- 1687 - Lorenzo Raggi, cardinale e vescovo cattolico italiano (n. 1615)
- 1697 - Severino Boccia, abate e poeta italiano (n. 1620)
- 1698 - Jacques Pradon, drammaturgo e scrittore francese (n. 1632)
- 1699 - Federico Caccia, cardinale e arcivescovo cattolico italiano (n. 1635)
- 1700 - Antonio Perez della Lastra, vescovo cattolico spagnolo (n. 1631)

## XVIII secolo(27)
- 1701 - Mito Kōmon, giapponese (n. 1628)
- 1712 - Rabia Sultan, ottomana
- 1721 - Fulvio Astalli, cardinale e vescovo cattolico italiano (n. 1655)
- 1723 - Carlo Enrico di Lorena, principe francese (n. 1649)
- 1729 - Bartolomeo Bimbi, pittore italiano (n. 1648)
- 1729 - David Carnegie, IV conte di Northesk, nobile scozzese (n. 1675)
- 1729 - Giovanni Guglielmo di Sassonia-Eisenach, duca (n. 1666)
- 1742 - Edmond Halley, astronomo, matematico e fisico inglese (n. 1656)
- 1743 - Johan Jacob Döbelius, medico tedesco (n. 1674)
- 1744 - Charles-Hubert Gervais, compositore francese (n. 1671)
- 1752 - Devasahayam Pillai, ufficiale indiano (n. 1712)
- 1753 - George Berkeley, filosofo, teologo e vescovo anglicano irlandese (n. 1685)
- 1753 - Simpert Kramer, architetto tedesco (n. 1679)
- 1761 - Sadāśivarāva Bhāū, indiano (n. 1730)
- 1764 - Giuseppe Alessandro Furietti, cardinale, letterato e archeologo italiano (n. 1684)
- 1768 - Maria Diomira del Verbo Incarnato, religiosa italiana (n. 1708)
- 1770 - Henri Philippe de Chauvelin, abate francese (n. 1714)
- 1771 - Maria Dorotea di Braganza, principessa portoghese (n. 1739)
- 1772 - Maria di Hannover, principessa britannica (n. 1723)
- 1776 - Edward Cornwallis, generale britannico (n. 1713)
- 1783 - Giacobbe Cervetto, violoncellista italiano (n. 1682)
- 1784 - Ferdinand Philipp von Lobkowicz, nobile ceco (n. 1724)
- 1787 - Antonio Casali, cardinale italiano (n. 1715)
- 1790 - Maria Vittoria Ottoboni, nobile, scrittrice e attrice teatrale italiana (n. 1721)
- 1791 - Girolamo Ascanio Giustinian, politico e diplomatico italiano (n. 1721)
- 1791 - Jakov Borisovič Knjažnin, traduttore e drammaturgo russo (n. 1740)
- 1793 - Ugo di Basseville, giornalista, diplomatico e rivoluzionario francese (n. 1753)

## XIX secolo(77)
- 1804 - Pietro Antonio Novelli, pittore, incisore e scrittore italiano (n. 1729)
- 1807 - Arthur Acheson, I conte di Gosford, nobile e politico irlandese (n. 1744)
- 1808 - Carlo Emanuele Malaspina, nobile italiano (n. 1752)
- 1809 - Nikolaj Petrovič Šeremetev, politico russo (n. 1751)
- 1812 - William Cavendish, politico inglese (n. 1783)
- 1813 - William Marlow, pittore britannico (n. 1740)
- 1814 - Charles Bossut, gesuita e matematico francese (n. 1730)
- 1817 - Pierre-Alexandre Monsigny, compositore francese (n. 1729)
- 1820 - Guglielmina Carolina di Danimarca, principessa danese (n. 1747)
- 1823 - Athanasios Kanakarīs, politico greco (n. 1760)
- 1824 - Lorenzo Mari, militare italiano (n. 1766)
- 1830 - Antonio Leonardis, vescovo cattolico italiano (n. 1756)
- 1830 - Johann Georg Repsold, astronomo tedesco (n. 1770)
- 1831 - Grigorij Ivanovič Černyšëv, nobile russo (n. 1762)
- 1831 - Anton Antonovič Del'vig, poeta russo (n. 1798)
- 1831 - Henry Mackenzie, scrittore scozzese (n. 1745)
- 1833 - Gottlob Ernst Schulze, filosofo tedesco (n. 1761)
- 1833 - Giuseppe Bartolomeo Stoffella della Croce, archeologo e storico austriaco (n. 1799)
- 1841 - Ignaz Döllinger, anatomista tedesco (n. 1770)
- 1841 - Francesco Giuseppe di Hohenlohe-Schillingsfürst, principe (n. 1787)
- 1841 - Amalia di Hohenzollern-Sigmaringen, nobile tedesca (n. 1815)
- 1846 - Gaetano Pinali, avvocato italiano (n. 1759)
- 1847 - Cesare Ambrogio San Martino d'Agliè, diplomatico italiano (n. 1770)
- 1850 - Amedeo Tempia, militare e politico italiano (n. 1762)
- 1851 - Philipp von Neumann, diplomatico e nobile austriaco (n. 1781)
- 1852 - Alessandro Gherardesca, architetto e ingegnere italiano (n. 1777)
- 1853 - Ambrogio Fusinieri, scienziato italiano (n. 1775)
- 1857 - Johann Ludwig Christian Gravenhorst, entomologo e zoologo tedesco (n. 1777)
- 1858 - Mihail Lewicki, cardinale ucraino (n. 1774)
- 1861 - Maria Carolina di Borbone-Due Sicilie, principessa italiana (n. 1820)
- 1863 - Michail Michajlovič Naryškin, ufficiale russo (n. 1798)
- 1865 - Marie-Anne Libert, botanica e micologa belga (n. 1782)
- 1866 - Giovanni Gussone, botanico italiano (n. 1787)
- 1867 - Victor Cousin, filosofo francese (n. 1792)
- 1867 - Jean-Auguste-Dominique Ingres, pittore francese (n. 1780)
- 1871 - Giovanni Battista Culiolo, patriota italiano (n. 1813)
- 1872 - Giovanni Antonelli, astronomo e matematico italiano (n. 1818)
- 1872 - Joseph Christoph Kessler, pianista e compositore tedesco (n. 1800)
- 1874 - Johann Philipp Reis, scienziato e inventore tedesco (n. 1834)
- 1874 - Francesco Saverio Sipari, scrittore, poeta e politico italiano (n. 1828)
- 1875 - Margaretta Forten, attivista statunitense (n. 1806)
- 1876 - Modest Andreevič Korf, giurista, bibliotecario e scrittore russo (n. 1800)
- 1877 - Giorgio Ciani, incisore italiano (n. 1812)
- 1877 - Luigi Moratti, patriota e militare italiano (n. 1818)
- 1879 - Tat'jana Aleksandrovna Ribaupierre, nobildonna russa (n. 1829)
- 1880 - Federico VIII di Schleswig-Holstein-Sonderburg-Augustenburg, nobile tedesco (n. 1829)
- 1882 - Timothy O'Sullivan, fotografo statunitense (n. 1840)
- 1883 - William Alexander Forbes, zoologo britannico (n. 1855)
- 1885 - Benjamin Silliman, Jr., chimico statunitense (n. 1816)
- 1887 - Friedrich von Amerling, pittore austriaco (n. 1803)
- 1887 - Pietro Donders, missionario olandese (n. 1809)
- 1887 - Abby Kelley Foster, attivista statunitense (n. 1811)
- 1887 - Francesco Rospigliosi Pallavicini, nobile e politico italiano (n. 1828)
- 1887 - Henry Brewster Stanton, avvocato, giornalista e politico statunitense (n. 1805)
- 1888 - Stephen Heller, compositore e pianista ungherese (n. 1813)
- 1889 - Melchior Josef Martin Knüsel, politico svizzero (n. 1813)
- 1889 - Filippo Oldoini, nobile, politico e diplomatico italiano (n. 1817)
- 1889 - Ema Pukšec, soprano croato (n. 1834)
- 1890 - Ignaz von Döllinger, presbitero, teologo e storico tedesco (n. 1799)
- 1890 - Paulin Martin, biblista e orientalista francese (n. 1840)
- 1890 - Robert Napier, I barone Napier di Magdala, militare inglese (n. 1810)
- 1890 - Fëdor Fëdorovič Radeckij, militare russo (n. 1820)
- 1891 - Francis Russell, IX duca di Bedford, politico e agronomo britannico (n. 1819)
- 1891 - Sadullah Pascià, politico e diplomatico ottomano (n. 1838)
- 1892 - Alberto Vittorio, duca di Clarence e Avondale, nobile britannico (n. 1864)
- 1892 - Henry Edward Manning, cardinale e arcivescovo cattolico britannico (n. 1808)
- 1892 - Robert Ransom, generale statunitense (n. 1828)
- 1892 - Giovanni Simeoni, cardinale e arcivescovo cattolico italiano (n. 1816)
- 1892 - Matteo II Thun, nobile, mecenate e collezionista d'arte italiano (n. 1812)
- 1892 - František Alexandr Zach, militare ceco (n. 1807)
- 1895 - Giovanni Sanguineti, militare italiano (n. 1865)
- 1895 - Eduard de Muralt, teologo, bibliotecario e storico svizzero (n. 1808)
- 1898 - Lewis Carroll, scrittore, poeta e fotografo britannico (n. 1832)
- 1898 - Marco Tabarrini, politico e magistrato italiano (n. 1818)
- 1898 - Pasquale Tosi, gesuita e missionario italiano (n. 1837)
- 1899 - Nubar Pascià, politico egiziano (n. 1825)
- 1900 - Vincenzo De Filpo, politico italiano (n. 1832)

## XX secolo(264)
- 1901 - Víctor Balaguer, scrittore, giornalista e politico spagnolo (n. 1824)
- 1901 - Matteo Fiorini, cartografo e geodeta italiano (n. 1827)
- 1901 - Charles Hermite, matematico francese (n. 1822)
- 1902 - Cato Guldberg, fisico e matematico norvegese (n. 1836)
- 1904 - Silvestro Picardi, politico italiano (n. 1853)
- 1905 - Ernst Abbe, ottico, fisico e astronomo tedesco (n. 1840)
- 1906 - Niccolò Barozzi, storico e patriota italiano (n. 1826)
- 1907 - Francesco Maria Centi, politico italiano (n. 1848)
- 1907 - Geremia Discanno, pittore italiano (n. 1839)
- 1908 - Holger Drachmann, poeta e drammaturgo danese (n. 1846)
- 1909 - Stefano Canzio, generale e politico italiano (n. 1837)
- 1909 - Zinovij Petrovič Rožestvenskij, ammiraglio russo (n. 1848)
- 1910 - Jacob Volhard, chimico tedesco (n. 1834)
- 1911 - Angelo De Carlini, naturalista italiano (n. 1862)
- 1912 - Salomon Lefmann, filologo tedesco (n. 1831)
- 1912 - Otto Liebmann, filosofo tedesco (n. 1840)
- 1912 - Giacinto Satta, scrittore, artista e politico italiano (n. 1851)
- 1914 - Giovanni Barracco, politico e alpinista italiano (n. 1829)
- 1915 - George Smith, tiratore di fune britannico (n. 1876)
- 1916 - Abdul Jalil di Perak, sovrano malese (n. 1869)
- 1916 - Otto Ammon, antropologo tedesco (n. 1842)
- 1916 - Idris Shah I di Perak, sovrano malese (n. 1849)
- 1918 - Alfonso Di Brocchetti, ammiraglio e politico italiano (n. 1844)
- 1918 - Gian Luigi Zucchi, militare italiano (n. 1900)
- 1920 - Cesare Bertolla, pittore italiano (n. 1845)
- 1923 - Carl Paul Goerz, imprenditore tedesco (n. 1854)
- 1923 - Louis Richardet, tiratore a segno svizzero (n. 1864)
- 1924 - Émile Claus, pittore belga (n. 1849)
- 1924 - George Cram Cook, produttore teatrale, regista teatrale e scrittore statunitense (n. 1873)
- 1924 - Arne Garborg, scrittore norvegese (n. 1851)
- 1924 - Emmett Holt, medico statunitense (n. 1855)
- 1924 - Géza Zichy, pianista e compositore ungherese (n. 1849)
- 1925 - Raffaele Armenise, pittore e incisore italiano (n. 1852)
- 1925 - Camille Decoppet, politico svizzero (n. 1882)
- 1925 - Giuseppe Donati, musicista italiano (n. 1836)
- 1925 - Attilio Simonetti, pittore e antiquario italiano (n. 1843)
- 1926 - René Boylesve, scrittore francese (n. 1867)
- 1927 - Mario Bezzi, entomologo italiano (n. 1868)
- 1927 - Ermenegildo Pistelli, presbitero, filologo classico e glottologo italiano (n. 1862)
- 1927 - Niels Thorkild Rovsing, chirurgo danese (n. 1862)
- 1928 - Giuseppe Sauli D'Igliano, pittore italiano (n. 1853)
- 1929 - Jean Martin Adam, missionario e vescovo cattolico francese (n. 1846)
- 1929 - Enrico Gualterio, militare e politico italiano (n. 1843)
- 1929 - Sergej Aleksandrovič Nilus, scrittore russo (n. 1862)
- 1929 - Giovanni Paciarelli, architetto italiano (n. 1862)
- 1929 - Jules Rolland, ginnasta francese (n. 1877)
- 1929 - Georges-Fernand Widal, medico e batteriologo francese (n. 1862)
- 1930 - Émile Brugsch, egittologo e archeologo tedesco (n. 1842)
- 1930 - Alfonsa Clerici, religiosa italiana (n. 1860)
- 1932 - Jurij Larin, rivoluzionario, politico e economista russo (n. 1882)
- 1933 - Aenne Biermann, fotografa tedesca (n. 1898)
- 1933 - Fritz Englund, scacchista svedese (n. 1871)
- 1933 - Hermann von Hatzfeldt, militare e politico tedesco (n. 1848)
- 1934 - Oronzo Quarta, magistrato e politico italiano (n. 1840)
- 1934 - Paul Marie Eugène Vieille, chimico e inventore francese (n. 1854)
- 1935 - Enrico Salfi, pittore italiano (n. 1857)
- 1936 - Calogero Ciancimino, scrittore e comandante marittimo italiano (n. 1899)
- 1936 - George Hume, compositore di scacchi britannico (n. 1862)
- 1937 - Edwin J. Collins, regista britannico (n. 1875)
- 1937 - Francesco De Sarlo, filosofo e psicologo italiano (n. 1864)
- 1938 - Giacomo Grosso, pittore italiano (n. 1860)
- 1938 - Anatolij Pepeljaev, militare russo (n. 1891)
- 1939 - Vincenzo Sinibaldi, militare italiano (n. 1914)
- 1939 - Paul Séjourné, ingegnere francese (n. 1851)
- 1939 - Valdemaro di Danimarca, principe danese (n. 1858)
- 1940 - Howard Spencer, calciatore inglese (n. 1875)
- 1941 - Vladimir Gedroic, politico e diplomatico russo (n. 1873)
- 1941 - Fritz Grünbaum, attore, sceneggiatore e musicista austriaco (n. 1880)
- 1941 - Vladimir Nikolaevič Pčëlin, pittore e grafico russo (n. 1869)
- 1941 - Carlo Placci, scrittore italiano (n. 1861)
- 1941 - Danilo Stiepovich, militare italiano (n. 1912)
- 1942 - Porfirio Barba-Jacob, poeta e scrittore colombiano (n. 1883)
- 1942 - Fred Fisher, cantautore statunitense (n. 1875)
- 1942 - Pёtr Kirillov, attore e regista sovietico (n. 1895)
- 1943 - Anthonie Cornelis Oudemans, biologo olandese (n. 1858)
- 1943 - Adolf Sandberger, compositore e musicologo tedesco (n. 1864)
- 1944 - Settimio Garavini, partigiano italiano (n. 1914)
- 1944 - Mario Gordini, partigiano italiano (n. 1911)
- 1944 - Emin Yurdakul Mehmed, poeta turco (n. 1869)
- 1944 - Äliia Moladaqūlova, militare sovietica (n. 1925)
- 1944 - Yuhi V del Ruanda, re ruandese (n. 1883)
- 1945 - Gustav Cassel, economista svedese (n. 1866)
- 1945 - Attilio Firpo, partigiano italiano (n. 1916)
- 1945 - Umberto Martina, pittore italiano (n. 1880)
- 1945 - Toon Oprinsen, calciatore olandese (n. 1910)
- 1945 - Heinrich Schroth, attore tedesco (n. 1871)
- 1945 - Arthur Wynne, enigmista britannico (n. 1871)
- 1946 - Antti Hackzell, politico finlandese (n. 1881)
- 1947 - Jean Ajalbert, scrittore, poeta e critico d'arte francese (n. 1863)
- 1947 - Bill Hewitt, giocatore di football americano statunitense (n. 1909)
- 1947 - Albert Bruce Jackson, botanico britannico (n. 1876)
- 1947 - Cecil Thomas Madigan, geologo e esploratore australiano (n. 1889)
- 1948 - Ans van Dijk, criminale olandese (n. 1905)
- 1949 - Amedeo Bassi, tenore italiano (n. 1872)
- 1949 - Harry Stack Sullivan, psichiatra e psicoanalista statunitense (n. 1892)
- 1949 - Joaquín Turina, compositore spagnolo (n. 1882)
- 1950 - Sherman Bainbridge, attore statunitense (n. 1880)
- 1950 - Alma Karlin, scrittrice e giornalista slovena (n. 1889)
- 1950 - Gaetano Magnanini, chimico italiano (n. 1866)
- 1951 - Fritz Balogh, calciatore tedesco (n. 1920)
- 1951 - Maxence Van Der Meersch, scrittore francese (n. 1907)
- 1951 - Grīgorios Xenopoulos, drammaturgo e scrittore greco (n. 1867)
- 1952 - Artur Kapp, compositore estone (n. 1878)
- 1953 - Ryūzō Torii, antropologo e etnologo giapponese (n. 1870)
- 1955 - Alessandro Brizi, economista e politico italiano (n. 1878)
- 1955 - Romolo Moizo, magistrato, scrittore e dirigente sportivo italiano (n. 1888)
- 1955 - George van Rossem, schermidore olandese (n. 1882)
- 1955 - Luis Zuegg, ingegnere e imprenditore italiano (n. 1876)
- 1957 - Humphrey Bogart, attore statunitense (n. 1899)
- 1958 - August H. Andresen, politico statunitense (n. 1890)
- 1958 - Bill Appleyard, calciatore inglese (n. 1878)
- 1958 - Jimmy Gibb, calciatore nordirlandese (n. 1912)
- 1958 - Hugh Howie, calciatore scozzese (n. 1924)
- 1958 - José Miaja, generale e politico spagnolo (n. 1878)
- 1958 - Vittore Veneziani, direttore di coro e compositore italiano (n. 1878)
- 1959 - George Douglas Howard Cole, economista, politologo e storico britannico (n. 1889)
- 1959 - Pompeo Fabri, pittore e restauratore italiano (n. 1874)
- 1960 - Karl Bähre, pallanuotista tedesco (n. 1899)
- 1960 - Ralph Chubb, poeta e tipografo britannico (n. 1892)
- 1960 - Robert Falco, magistrato francese (n. 1882)
- 1961 - Giuseppina Bollani, italiana (n. 1898)
- 1961 - Barry Fitzgerald, attore irlandese (n. 1888)
- 1961 - Harry Pilcer, attore, danzatore e coreografo statunitense (n. 1885)
- 1961 - Ernest Thesiger, attore britannico (n. 1879)
- 1962 - Rudolf von Bünau, generale tedesco (n. 1890)
- 1963 - Pierre Héring, generale francese (n. 1874)
- 1963 - Gustav Regler, scrittore tedesco (n. 1898)
- 1964 - Edoardo Scala, militare italiano (n. 1884)
- 1964 - Giuseppe Veronesi, aviatore italiano (n. 1895)
- 1965 - Virginia Angiola Borrino, medico e pediatra italiana (n. 1880)
- 1965 - Marco Fanno, economista italiano (n. 1878)
- 1965 - Giulio Ferrari, imprenditore italiano (n. 1879)
- 1965 - Jeanette MacDonald, cantante e attrice statunitense (n. 1903)
- 1966 - Curt Backeberg, botanico tedesco (n. 1894)
- 1966 - Bill Carr, velocista statunitense (n. 1909)
- 1966 - Sergej Pavlovič Korolëv, ingegnere sovietico (n. 1907)
- 1966 - Allan Roberts, musicista statunitense (n. 1905)
- 1966 - Charles Van den Borren, musicologo belga (n. 1874)
- 1967 - Miklós Kállay, politico ungherese (n. 1887)
- 1967 - Eugenio Medea, medico e psichiatra italiano (n. 1873)
- 1967 - Hans Walter, canottiere svizzero (n. 1889)
- 1968 - Fritz Kahn, divulgatore scientifico e saggista tedesco (n. 1888)
- 1968 - Henry Lewis, insegnante e linguista britannico (n. 1889)
- 1968 - Dorothea Mackellar, poetessa e scrittrice australiana (n. 1885)
- 1968 - Ugo Novelli, basso italiano (n. 1912)
- 1969 - Angelo Camillo Maine, scultore italiano (n. 1892)
- 1969 - Barney Sedran, cestista e allenatore di pallacanestro statunitense (n. 1891)
- 1970 - Leopoldo Conti, calciatore italiano (n. 1901)
- 1970 - William Feller, matematico croato (n. 1906)
- 1970 - Augusto Massari, compositore e direttore d'orchestra italiano (n. 1887)
- 1971 - James Glenn Beall, politico statunitense (n. 1894)
- 1971 - Bohumil Klenovec, calciatore cecoslovacco (n. 1912)
- 1971 - Harry Neumann, direttore della fotografia statunitense (n. 1891)
- 1971 - Antonio Sorice, generale e politico italiano (n. 1897)
- 1972 - Horst Assmy, calciatore tedesco orientale (n. 1933)
- 1972 - Federico IX di Danimarca, re danese (n. 1899)
- 1972 - Guglielmo Inglese, attore italiano (n. 1892)
- 1973 - Gigi Monticone, giornalista, scrittore e partigiano italiano (n. 1925)
- 1973 - Fernando Paggi, direttore d'orchestra e musicista italiano (n. 1914)
- 1973 - Sidney Souers, militare e politico statunitense (n. 1892)
- 1974 - Luca Barnocchi, inventore e ingegnere italiano (n. 1905)
- 1974 - Cassiano Ricardo, poeta, giornalista e saggista brasiliano (n. 1895)
- 1974 - Galileo Emendabili, scultore italiano (n. 1898)
- 1974 - Knut Lund, calciatore finlandese (n. 1891)
- 1974 - Nikolaj Ivanovič Moskalenko, attore e regista sovietico (n. 1926)
- 1975 - Werner von Rheinbaben, politico, diplomatico e giornalista tedesco (n. 1878)
- 1975 - Umberto Sacripante, attore italiano (n. 1904)
- 1975 - Georgi Trajkov, politico bulgaro (n. 1898)
- 1975 - Josef Vedral, calciatore cecoslovacco (n. 1924)
- 1976 - Luigi Califano, biologo italiano (n. 1901)
- 1976 - Juan D'Arienzo, musicista argentino (n. 1900)
- 1976 - Isaac M. Laddon, ingegnere e progettista statunitense (n. 1894)
- 1976 - Abdul Razak Hussein, politico malese (n. 1922)
- 1976 - Muhammad Sakizli, politico libico (n. 1892)
- 1976 - Thomas Kilgore Sherwood, ingegnere statunitense (n. 1903)
- 1977 - Luigi Asti, allenatore di calcio e calciatore italiano (n. 1922)
- 1977 - Johnny Bianco, cestista, giocatore di baseball e allenatore di pallacanestro statunitense (n. 1920)
- 1977 - Anthony Eden, politico, militare e nobile britannico (n. 1897)
- 1977 - Peter Finch, attore australiano (n. 1916)
- 1977 - Anaïs Nin, scrittrice statunitense (n. 1903)
- 1978 - Harold Abrahams, velocista, lunghista e giornalista britannico (n. 1899)
- 1978 - Kurt Gödel, logico, matematico e filosofo austriaco (n. 1906)
- 1978 - Robert Heger, direttore d'orchestra e compositore tedesco (n. 1886)
- 1978 - Blossom Rock, attrice statunitense (n. 1895)
- 1979 - Tim Graham, attore statunitense (n. 1904)
- 1980 - Robert Ardrey, scrittore, antropologo e drammaturgo statunitense (n. 1908)
- 1980 - Francesco Cogoni, vescovo cattolico italiano (n. 1894)
- 1980 - Rachel Fuller Brown, chimica e biochimica statunitense (n. 1898)
- 1980 - Christian Møller, chimico e fisico danese (n. 1904)
- 1980 - Tadao Nagahama, regista giapponese (n. 1936)
- 1981 - Giulio Minoletti, urbanista, architetto e designer italiano (n. 1910)
- 1981 - George Skibine, ballerino e direttore artistico sovietico (n. 1920)
- 1982 - Ragnar Nikolay Larsen, allenatore di calcio e calciatore norvegese (n. 1925)
- 1983 - Eugène Beaudouin, architetto e urbanista francese (n. 1898)
- 1983 - František Miller, zoologo e insegnante cecoslovacco (n. 1902)
- 1983 - Manlio Resta, economista italiano (n. 1908)
- 1983 - Udo von Woyrsch, generale tedesco (n. 1895)
- 1984 - Paul Ben-Haim, compositore israeliano (n. 1897)
- 1984 - Duilio Cruciani, attore italiano (n. 1958)
- 1984 - Ray Kroc, imprenditore statunitense (n. 1902)
- 1984 - Sa'd Haddad, generale libanese (n. 1936)
- 1985 - Jetta Goudal, attrice olandese (n. 1891)
- 1985 - June Howard Tripp, attrice britannica (n. 1901)
- 1985 - Franco Ressel, attore italiano (n. 1925)
- 1986 - Daniel Balavoine, cantautore francese (n. 1952)
- 1986 - Donna Reed, attrice statunitense (n. 1921)
- 1986 - Thierry Sabine, pilota automobilistico francese (n. 1949)
- 1986 - Valerian Zorin, diplomatico sovietico (n. 1902)
- 1987 - Lajos Godán, calciatore ungherese (n. 1952)
- 1987 - Douglas Sirk, regista tedesco (n. 1897)
- 1987 - Giusto Tolloy, militare, partigiano e politico italiano (n. 1907)
- 1988 - Edda Albertini, attrice italiana (n. 1926)
- 1988 - Pietro Chiappini, ciclista su strada italiano (n. 1915)
- 1988 - Georgij Maksimilianovič Malenkov, politico sovietico (n. 1901)
- 1988 - Raimondo Manzini, giornalista e politico italiano (n. 1901)
- 1988 - Natale Mondo, poliziotto italiano (n. 1952)
- 1989 - Alfredo Mazzone, drammaturgo e regista italiano (n. 1922)
- 1990 - Edgar Everhart, astronomo statunitense (n. 1920)
- 1991 - David Arkin, attore statunitense (n. 1941)
- 1991 - Raimondo Bergamin, missionario e vescovo cattolico italiano (n. 1910)
- 1991 - Heli Finkenzeller, attrice tedesca (n. 1914)
- 1992 - Elio Morri, scultore italiano (n. 1913)
- 1992 - Jerry Nolan, batterista statunitense (n. 1946)
- 1992 - Miran Schrott, hockeista su ghiaccio italiano (n. 1972)
- 1992 - Ceslas Spicq, biblista e religioso francese (n. 1901)
- 1992 - Flory Van Donck, golfista belga (n. 1912)
- 1992 - Karl Zanon, politico e agronomo italiano (n. 1920)
- 1993 - Victor Abens, politico lussemburghese (n. 1912)
- 1993 - Elman Huseynov, militare, ingegnere e funzionario azero (n. 1952)
- 1993 - Robert A. Mattey, effettista statunitense (n. 1910)
- 1993 - Aleksandr Medakin, calciatore sovietico (n. 1937)
- 1994 - Giovanni Bigando, calciatore italiano (n. 1911)
- 1994 - Zino Davidoff, imprenditore svizzero (n. 1906)
- 1994 - Myron Fohr, pilota automobilistico statunitense (n. 1912)
- 1994 - Ivan Fuqua, velocista statunitense (n. 1909)
- 1994 - Francesco Giunta, storico e critico d'arte italiano (n. 1924)
- 1994 - Jean Goldschmit, ciclista su strada e ciclocrossista lussemburghese (n. 1920)
- 1994 - John McCarthy Jr., scenografo statunitense (n. 1912)
- 1994 - Federica Montseny, scrittrice, politica e anarchica spagnola (n. 1905)
- 1994 - Esther Ralston, attrice statunitense (n. 1902)
- 1994 - Delio Rodríguez, ciclista su strada spagnolo (n. 1916)
- 1995 - Alexander Gibson, direttore d'orchestra scozzese (n. 1926)
- 1995 - Huang Chieh, generale e politico cinese (n. 1902)
- 1995 - Giuseppe Tommasi, avvocato e politico italiano (n. 1905)
- 1996 - Jacques Lebrun, velista francese (n. 1910)
- 1997 - John Amdisen, calciatore danese (n. 1934)
- 1997 - Nino Di Maria, scrittore e drammaturgo italiano (n. 1904)
- 1997 - Peter Ennis, allenatore di pallacanestro canadese (n. 1946)
- 1997 - Hu Jinquan, regista, sceneggiatore e scenografo cinese (n. 1932)
- 1997 - Šalva Čichladze, lottatore sovietico (n. 1912)
- 1998 - Tony De Vita, pianista, compositore e arrangiatore italiano (n. 1932)
- 1999 - Jerzy Grotowski, regista teatrale polacco (n. 1933)
- 1999 - Günther Viezenz, generale tedesco (n. 1921)
- 1999 - Brett King, attore statunitense (n. 1920)
- 1999 - Muslimgauze, musicista britannico (n. 1961)
- 1999 - Raymond Peynet, illustratore francese (n. 1908)
- 1999 - Giosi Roccamonte, politico italiano (n. 1923)
- 1999 - Leo Spaventa Filippi, pittore italiano (n. 1912)
- 1999 - Tadashige Teranishi, allenatore di calcio giapponese (n. 1926)
- 1999 - Barat Shakinskaya, attrice azera (n. 1914)
- 2000 - Lina Aimaro, soprano italiano (n. 1914)
- 2000 - Alain Poiré, produttore cinematografico francese (n. 1917)
- 2000 - Giusi Raspani Dandolo, attrice e doppiatrice italiana (n. 1916)
- 2000 - Clifford Truesdell, matematico, filosofo e storico della scienza statunitense (n. 1919)

## XXI secolo(154)
- 2001 - Luigi Broglio, ingegnere e militare italiano (n. 1911)
- 2001 - Mauro Galleni, partigiano, politico e scrittore italiano (n. 1923)
- 2001 - Burkhard Heim, fisico tedesco (n. 1925)
- 2001 - Carlo Alberto Lodi, tiratore a volo italiano (n. 1936)
- 2001 - Vic Wilson, pilota automobilistico britannico (n. 1931)
- 2002 - Cele Goldsmith Lalli, curatrice editoriale statunitense (n. 1933)
- 2002 - Antonio Sbardella, calciatore, arbitro di calcio e dirigente sportivo italiano (n. 1925)
- 2002 - Michael Young, sociologo, attivista e politico britannico (n. 1915)
- 2002 - Carlo Zauli, ceramista e scultore italiano (n. 1926)
- 2003 - Lucio Andrich, pittore, incisore e scultore italiano (n. 1927)
- 2003 - Mel Bourne, scenografo statunitense (n. 1923)
- 2003 - Mario Bossi, calciatore italiano (n. 1907)
- 2003 - Bruno Novelli, missionario italiano (n. 1936)
- 2003 - Simone Renoglio, vigile del fuoco italiano
- 2003 - Emilio Villa, artista, poeta e biblista italiano (n. 1914)
- 2004 - Catherine Craig, attrice statunitense (n. 1915)
- 2004 - Giovanni Ermiglia, attivista italiano (n. 1905)
- 2004 - Uta Hagen, attrice tedesca (n. 1919)
- 2004 - Joaquín Nin-Culmell, compositore, docente e pianista statunitense (n. 1908)
- 2004 - Ron O'Neal, attore statunitense (n. 1937)
- 2004 - Eric Sturgess, tennista sudafricano (n. 1920)
- 2005 - Giorgio Aebi, calciatore italiano (n. 1923)
- 2005 - Alfred Hause, violinista, arrangiatore e direttore d'orchestra tedesco (n. 1920)
- 2005 - Charlotte MacLeod, scrittrice canadese (n. 1922)
- 2005 - Conroy Maddox, pittore e scrittore inglese (n. 1912)
- 2005 - Carl Möhner, attore austriaco (n. 1921)
- 2005 - Rocky Roberts, cantante statunitense (n. 1941)
- 2005 - Jesús-Rafael Soto, pittore venezuelano (n. 1923)
- 2005 - Irma de Antequeda, schermitrice argentina (n. 1920)
- 2006 - Miro Allione, economista, dirigente d'azienda e saggista italiano (n. 1932)
- 2006 - Mino Blunda, giornalista e commediografo italiano (n. 1926)
- 2006 - Lidio Bozzini, giornalista, editore e partigiano italiano (n. 1922)
- 2006 - Henri Colpi, regista e montatore francese (n. 1921)
- 2006 - Mauro Dragoni, politico italiano (n. 1951)
- 2006 - Lisa Gelius, giavellottista, ostacolista e velocista tedesca (n. 1909)
- 2006 - Raul Merzario, storico italiano (n. 1946)
- 2006 - Heinrich Severloh, militare tedesco (n. 1923)
- 2006 - Giorgio Spini, storico italiano (n. 1916)
- 2006 - Bob Weinstock, produttore discografico statunitense (n. 1928)
- 2006 - Shelley Winters, attrice statunitense (n. 1920)
- 2007 - Darlene Conley, attrice statunitense (n. 1934)
- 2007 - Anthony Giroux Meagher, arcivescovo cattolico canadese (n. 1940)
- 2007 - Mario Molli, scenografo e attore cinematografico italiano (n. 1932)
- 2008 - Lucio Avigo, rugbista a 15 e allenatore di rugby a 15 italiano (n. 1939)
- 2008 - Luciano Bertoni, calciatore italiano (n. 1942)
- 2008 - Judah Folkman, oncologo statunitense (n. 1933)
- 2008 - Lento Goffi, poeta, critico letterario e giornalista italiano (n. 1923)
- 2008 - Bjørn Paulson, altista norvegese (n. 1923)
- 2009 - Dušan Džamonja, scultore croato (n. 1928)
- 2009 - Franco Marchi, calciatore italiano (n. 1923)
- 2009 - Ricardo Montalbán, attore messicano (n. 1920)
- 2009 - Arne Næss, filosofo e alpinista norvegese (n. 1912)
- 2009 - John Sveinsson, allenatore di calcio e calciatore norvegese (n. 1922)
- 2009 - Gennadij Šatkov, pugile sovietico (n. 1932)
- 2010 - Bobby Charles, cantante statunitense (n. 1938)
- 2010 - Wladimiro Ganzarolli, basso-baritono italiano (n. 1932)
- 2010 - Charles Nolte, attore e regista teatrale statunitense (n. 1923)
- 2010 - Petra Schürmann, modella e attrice tedesca (n. 1933)
- 2010 - Marianne Tischler, artista austriaca (n. 1918)
- 2010 - Armando Vieira, tennista brasiliano (n. 1923)
- 2010 - Bernie Voorheis, cestista statunitense (n. 1922)
- 2010 - Rowland Wolfe, ginnasta statunitense (n. 1914)
- 2011 - Salvatore Cancemi, mafioso e collaboratore di giustizia italiano (n. 1942)
- 2011 - Trish Keenan, musicista e cantante britannica (n. 1968)
- 2011 - Peter Post, pistard, ciclista su strada e dirigente sportivo olandese (n. 1933)
- 2012 - Angelo Amendolia, arbitro di calcio italiano (n. 1951)
- 2012 - Renato Baccari, giurista italiano (n. 1914)
- 2012 - Valerio Baldini, politico italiano (n. 1939)
- 2012 - Robbie France, batterista, produttore discografico e giornalista britannico (n. 1959)
- 2012 - Arfa Karim, informatica pakistana (n. 1995)
- 2012 - Antonio Mistrorigo, vescovo cattolico italiano (n. 1912)
- 2012 - Gianpiero Moretti, pilota automobilistico e imprenditore italiano (n. 1940)
- 2012 - Finn Pedersen, canottiere danese (n. 1925)
- 2012 - Paolo Rossi Monti, filosofo e storico della scienza italiano (n. 1923)
- 2012 - Rosy Varte, attrice francese (n. 1923)
- 2012 - Giuseppe Vassallo, politico italiano (n. 1920)
- 2013 - Domenico Bacchi, politico italiano (n. 1929)
- 2013 - Conrad Bain, attore canadese (n. 1923)
- 2013 - Prospero Gallinari, terrorista italiano (n. 1951)
- 2013 - Sandy Siegelstein, musicista statunitense (n. 1919)
- 2013 - Riccardo Valla, traduttore, saggista e scrittore di fantascienza italiano (n. 1942)
- 2014 - Juan Gelman, poeta, scrittore e giornalista argentino (n. 1930)
- 2014 - Gustave Martelet, presbitero e teologo francese (n. 1916)
- 2014 - Eric Paterson, hockeista su ghiaccio canadese (n. 1929)
- 2014 - Bernard Perlin, pittore statunitense (n. 1918)
- 2014 - Flavio Testi, compositore e musicologo italiano (n. 1923)
- 2014 - Mae Young, wrestler statunitense (n. 1923)
- 2015 - Stefania Cotoneschi, matematica e insegnante italiana (n. 1952)
- 2015 - Darren Shahlavi, attore, artista marziale e stuntman inglese (n. 1972)
- 2016 - René Angélil, cantante, imprenditore e produttore discografico canadese (n. 1942)
- 2016 - Franco Citti, attore italiano (n. 1935)
- 2016 - Leandro Manfrini, giornalista e scrittore svizzero (n. 1932)
- 2016 - Franco Oppo, compositore italiano (n. 1935)
- 2016 - Elisa Pegreffi, violinista italiana (n. 1922)
- 2016 - Alan Rickman, attore britannico (n. 1946)
- 2016 - Shaolin, umorista, disegnatore e conduttore radiofonico brasiliano (n. 1971)
- 2016 - Ellen Meiksins Wood, storica statunitense (n. 1942)
- 2016 - Leonid Žabotyns'kyj, sollevatore sovietico (n. 1938)
- 2017 - Herbert Mies, politico tedesco (n. 1929)
- 2017 - Yee Tit Kwan, cestista cinese (n. 1927)
- 2017 - Zhou Youguang, linguista, economista e editore cinese (n. 1906)
- 2017 - Mohammed bin Faysal Al Sa'ud, principe, politico e imprenditore saudita (n. 1937)
- 2018 - Giovanni Goria, gastronomo italiano (n. 1929)
- 2018 - Dan Gurney, pilota automobilistico statunitense (n. 1931)
- 2018 - George Haines, cestista statunitense (n. 1921)
- 2018 - Mario Martinez, sollevatore statunitense (n. 1957)
- 2018 - Cyrille Regis, calciatore francese (n. 1958)
- 2018 - Hugh Wilson, sceneggiatore e regista statunitense (n. 1943)
- 2019 - Paweł Adamowicz, politico e avvocato polacco (n. 1965)
- 2019 - Gavin Smith, giocatore di poker canadese (n. 1968)
- 2019 - Salvatore Giuseppe Vicario, medico e saggista italiano (n. 1927)
- 2020 - Jack Kehoe, attore statunitense (n. 1934)
- 2020 - Carl McNulty, cestista e allenatore di pallacanestro statunitense (n. 1930)
- 2020 - Giuseppe Passuello, ciclista su strada italiano (n. 1951)
- 2021 - Gimax, pilota automobilistico italiano (n. 1938)
- 2021 - Vincent Paul Logan, vescovo cattolico scozzese (n. 1941)
- 2021 - Romano Misserville, politico e avvocato italiano (n. 1934)
- 2021 - Yrjö Rantanen, scacchista finlandese (n. 1950)
- 2021 - Peter Mark Richman, attore statunitense (n. 1927)
- 2021 - Luigi Vignato, scrittore, fotografo e esploratore italiano (n. 1929)
- 2021 - Roman Zacharov, canottiere sovietico (n. 1929)
- 2021 - Jan de Vries, pilota motociclistico olandese (n. 1944)
- 2022 - Ann Arensberg, scrittrice statunitense (n. 1937)
- 2022 - Ricardo Bofill, architetto e urbanista spagnolo (n. 1939)
- 2022 - Boris Brožovskij, direttore della fotografia sovietico (n. 1935)
- 2022 - Angelo Gilardino, chitarrista, musicologo e compositore italiano (n. 1941)
- 2022 - Ron Goulart, scrittore statunitense (n. 1933)
- 2022 - Giuseppe Lisciani, editore, scrittore e pedagogista italiano (n. 1940)
- 2022 - Robert Péri, calciatore francese (n. 1941)
- 2022 - John Sainsbury, imprenditore e filantropo inglese (n. 1927)
- 2022 - Paolo Schiavocampo, pittore e scultore italiano (n. 1924)
- 2022 - Alice von Hildebrand, filosofa e teologa belga (n. 1923)
- 2023 - Alireza Akbari, politico iraniano (n. 1961)
- 2023 - Gianfranco Baruchello, artista e pittore italiano (n. 1924)
- 2023 - Gérard Faetibolt, pallanuotista francese (n. 1932)
- 2023 - Carl Hahn junior, dirigente d'azienda tedesco (n. 1926)
- 2023 - Lieuwe Westra, ciclista su strada olandese (n. 1982)
- 2023 - Inna Čurikova, attrice russa (n. 1943)
- 2024 - Ricardo Alós, calciatore spagnolo (n. 1931)
- 2024 - Giampiero Betello, calciatore italiano (n. 1935)
- 2024 - Emilio Casalini, ciclista su strada italiano (n. 1941)
- 2024 - Dominick Cirillo, mafioso statunitense (n. 1929)
- 2024 - Lev Rubinstein, poeta, saggista e attivista russo (n. 1947)
- 2024 - Raema Lisa Rumbewas, sollevatrice indonesiana (n. 1980)
- 2024 - Norm Snead, giocatore di football americano statunitense (n. 1939)
- 2024 - Elisabeth Trissenaar, attrice teatrale austriaca (n. 1944)
- 2025 - Pellegrino Capaldo, banchiere, economista e politico italiano (n. 1939)
- 2025 - Fausto Colombo, sociologo italiano (n. 1955)
- 2025 - Furio Colombo, giornalista, scrittore e politico italiano (n. 1931)
- 2025 - Jürgen Graf, scrittore, filologo e traduttore svizzero (n. 1951)
- 2025 - Marc Hollogne, attore, regista teatrale e compositore belga (n. 1961)
- 2025 - Ladislav Hučko, vescovo cattolico slovacco (n. 1948)
- 2025 - Thomas P. Salmon, politico statunitense (n. 1932)
- 2025 - Emilio Soana, trombettista italiano (n. 1943)

## Senza anno specificato(1)
- Adelaide I di Quedlinburg, badessa tedesca